# Carla Del Ponte
Carla Del Ponte (9 de febrer de 1947, Lugano, Suïssa) va ser cap de la fiscalia del Tribunal de Dret penal internacional de les Nacions Unides. Abans havia estat procuradora general a Suïssa. El 1999 va ser nomenada fiscal del Tribunal Penal Internacional per a l'antiga Iugoslàvia (ICTY) i del Tribunal Penal Internacional per a Ruanda (ICTR), en substitució de Louise Arbour.

## Biografia
Del Ponte va estudiar Dret a Berna i Ginebra on es va graduar el 1972. Va treballar en un bufet privat d'advocats, que va abandonar el 1975 per establir-se per compte propi.

### Pizza Connection
El 1981 va ser nomenada jutge d'instrucció, i més tard fiscal de l'Oficina del Fiscal del Districte de Lugano. Com a fiscal, Del Ponte s'ocupava dels casos de blanqueig de diners, frau, narcotràfic, contraban d'armes, terrorisme i espionatge. Sovint va investigar els nombrosos vincles internacionals de Suïssa com a centre mundial de negocis financers. Va ser durant aquest període quan Del Ponte i el jutge d'investigació Giovanni Falcone (posteriorment assassinat) van descobrir el vincle entre blanqueadores de diners suïssos i el tràfic de drogues italià en l'anomenada Pizza connection. La màfia li va posar el sobrenom de La Puttana, i Del Ponte va patir un intent d'assassinat, però els explosius col·locats a la seva casa de Palerm van ser descoberts a temps.

### Crims de Guerra
L'11 d'agost de 1999 es va incorporar a la fiscalia del Tribunal Penal Internacional per a l'antiga Iugoslàvia (ICTY) i del Tribunal Penal Internacional per a Ruanda (ICTR) per a tractar casos de crims de guerra. Durant els vuit anys que va estar a l'ICTY, Del Ponte va augmentar en més de cent el nombre de casos processats pel tribunal. Sobre la tasca realitzada, Del Ponte es lamentà que durant el seu mandat no pogués detenir-se Radovan Karadžić (capturat posteriorment) o Ratko Mladić, tot i que defensà la importància de la funció del tribunal:
| « | La seva contribució essencial és amb la pau i la seguretat; amb l'estabilitat regional. A l'establir els fets i la seva responsabilitat criminal individual, ha ajudat a la reconciliació. S'ha apartat a líders polítics i militars dels seus càrrecs i s'ha fet justícia a les víctimes. Però perquè aquest complex i dolorós procés sigui un fet, ha de rebre suport a escala local i internacional. | » |
| — | |   |

El 2003, el Consell de Seguretat de Nacions Unides la va substituir per Hassan Bubacar Jallow com a fiscal de l'ICTR, en un esforç per agilitzar els procediments d'aquest tribunal. Va continuar com a fiscal de l'ICTY fins que va ser succeïda per Serge Brammertz l'1 de gener de 2008. L'any 2006 Marcel Schüpbach va realitzar el documental La liste de Carla, sobre el treball de Del Ponte i el funcionament de la justícia internacional.

### Tràfic d'òrgans
L'any 2008 Del Ponte va publicar amb Chuck Sudetic el llibre La caccia: Io e i criminali di guerra («La caça: jo i els criminals de guerra»), on afirma que després de la Guerra de Kosovo, el 1999, més de tres-cents presoners serbis van ser segrestats i traslladats a Albània on se'ls van extirpar òrgans vitals, que posteriorment van ser venuts per a realitzar trasplantaments. La denúncia de Del Ponte va generar força polemica, perquè implicava antics combatents kosovars de l'UÇK en aquestes activitats, com l'actual primer ministre de Kosovo, Hashim Thaçi. Tot i que l'ICTY no va admetre la causa per manca de proves, l'Assemblea Parlamentària del Consell d'Europa va autoritzar l'inici d'una investigació i va nomenar-ne Dick Marty com a responsable. El febrer de 2010, Philip Alston, de les Nacions Unides, va emplaçar les autoritats albaneses a col·laborar en les investigacions. Finalment es va concloure que no hi havia base per les acusacions.

## Altres missions
Des de 2008 fins a 2011 va ser ambaixadora de Suïssa a l'Argentina i des de 2012 fins al 2017 ha estat membre membre d’una comissió de l’ONU que investigava violacions dels drets humans a Síria.

## Reconeixement
El 2001 li va ser concedit el Premi per la Pau, «per la seva tasca molt important i necessària, per preservar la humanitat de situacions tan greus com el genocidi, els crims de guerra, els crims de lesa humanitat i l’agressió, processant els individus acusats de cometre els més greus crims contra el dret internacional humanitari». Es lliurà a Barcelona.